# Cyrille Regis
Cyrille Regis (Maripasoula, Francia Guyana, 1958. február 9. – 2018. január 14.) válogatott angol labdarúgó, csatár, edző.

## Pályafutása

### Klubcsapatban
1975-76-ban a Molesey, 1976-77-ben a Hayes labdarúgója volt. 1977 és 1984 között a West Bromwich Albion csapatában szerepelt. Az 1981–82-es idényben a klub a szezon legjobb játékosának választotta. 1984 és 1991 között a Coventry City játékosa volt. Tagja volt az 1987-es angol kupa-győztes csapatnak. 1991 és 1993 között az Aston Villa, 1993-94-ben a Wolverhampton Wanderers, 1994-95-ben a Wycombe Wanderers, 1995-96-ban a Chester City labdarúgója volt. 1996-ban vonult vissza az aktív labdarúgástól.

### A válogatottban
1982 és 1987 között öt alkalommal szerepelt az angol válogatottban.

### Edzőként
1999-ben és 2000-ben is társedzőként a West Bromwich Albion vezetőedzője volt.

## Sikerei, díjai
- West Bromwich Albion – az év játékosa (1981–1982)
- Coventry City – Hall of Fame

 Coventry City
- Angol kupa (FA Cup)
  - győztes: 1987